# スケルトン・インフィル住宅
スケルトン・インフィル住宅（スケルトン・インフィルじゅうたく）とは、建物のスケルトン（柱・梁・床等の構造躯体）とインフィル（住戸内の内装・設備等）とを分離した工法で、分譲マンションなどの集合住宅に多く見られるが、ユニット工法による戸建住宅も同様の考え方で造られている。「SI住宅」と略される。

## 概要
本来、マンション等のRCラーメン構造を持つ建築物の耐用年数は、床材や壁材、造り付け家具、キッチン家具、水周りといった内装と比べて著しく長い。しかしながら旧来の日本の建築は、構造と内装を分けて考えることをしない場合が多く、結果として内装の耐用年数＝建築物自体の耐用年数となる構造を招いている。
これはイニシャルコストを省いた一部の木造建築の慣習を、RC建築にも当てはめてしまった高度成長期の考え方が根底にある。対して欧米諸国の高層建築では、数百年の耐用年数を誇る資産価値の高い戸建建築の考え方を応用し、構造体と内装の耐用年数を予め想定した建築がなされてきた。スケルトン・インフィルの基本概念は、躯体はそのままで外装・内装を何度でも入れ替えられる建造物という点にある。
スケルトン・インフィルは、マサチューセッツ工科大学名誉教授のニコラス・ジョン・ハブラーケンが1960年代に提唱した「オープンビルディング」の思想から生まれたとされている。もともとこの設計概念は、1960年代初頭にオランダの建築家であるハブラーケンがその著書『サポート：マスハウジングに代わるもの』で提唱したもので、鉄筋コンクリート造の集合住宅における設計手法だったが、近年は一戸建て住宅、それも木造住宅でも使われるようになった。

## 特徴
躯体と内装を分ける場合に重要なことは、内装の配置に惑わされない躯体の設計と言える。All Aboutによれば、特に重要な点は以下に示される。
- PSの分離
スケルトン・インフィルと銘打たれない多くのマンションの間取り図を見ると、室内のキッチン・バス・トイレなどの箇所に「PS」と書かれた空間がある。これは「パイプスペース」または「パイプシャフト」と呼ばれる空間で、上下水道・ガス管などを通す空間である。こうした配管類は内装と同程度の耐用年数であるため将来的に修繕工事が必要となるが、これは内壁を壊す大工事となる場合が多く生活に支障をきたす。スケルトンインフィルでは、PSを共用部分へ配置することで内装への影響を避ける。これにより修繕工事の簡便さと、リフォーム時の水周り設備の自由な移動を可能としている。

- 二重天井・二重床
スケルトン・インフィルにおいては、PSまでの室内配管、各種ダクト、電気配線などを躯体に埋め込む事が出来ないため、すべての部屋は基本的に二重天井・二重床を持つ。二重壁を持つ場合もある。結果的に階高は高くなり、コンセント・照明器具の自由な移動や増設なども可能となる。

- 外断熱
スケルトン・インフィルでは、室内部に断熱施工することが困難であるため、外断熱工法を取ることが多い。

## 定義
スケルトン・インフィル住宅の定義はおよそ次のようなものとされる。
- スケルトン（構造体）の耐震性が高い
- 建物が長持ちして価値が低下しない
- 空間にゆとりがある
- 空間が整形で室内に柱型や梁型が出ない
- 多様な間取りが可能である
- 将来のリフォームが容易である
- 設備配管のメンテナンスが容易である

スケルトンとは柱・梁・床などの構造躯体を示し、インフィルとは間仕切り壁・仕上げ材・様々な設備の総称。スケルトンとインフィルを分離して考えることにより耐震性、耐久性のある構造体を保持しつつ、室内を作り変え何世代にも渡って建物を使うことができるという考え方である。元内閣総理大臣の福田康夫が提唱した「200年住宅ビジョン」もスケルトン・インフィル住宅にあたる。
耐震用に開発されたSE工法を使っているだけで「木造スケルトン・インフィル住宅」と謳うものも多い中で、上記の定義まで踏み込んだものとして、ミサワホームの創設者である三澤千代治が提唱する「HABITA」、無印良品の「窓の家」などがある。
またユニット住宅供給企業には、積水化学工業の「セキスイハイム」、ミサワホームの「ハイブリッドシリーズ」、トヨタホームの「シンセシリーズ」などがある。
なお、スケルトン状態の住戸は「居宅（未内装）」として登記可能である。

## テレビ番組
- 日経スペシャル ガイアの夜明け 100年マンションを目指せ～永住時代の開発戦争～（2006年11月7日、テレビ東京）[5]。- スケルトン・インフィル工法による100年マンションを取材。